# Frurs
Els frurs (en llatí: Phruri) segons els anomena Plini el Vell, o els frinis (en grec antic Φρύνοι) segons Estrabó, eren un poble de l'Àsia central que vivia probablement a l'est de la Conca del Tarim, en un territori proper al dels seres i els tocaris. Els historiadors antics els mencionen diverses vegades.
Estrabó, parlant del Regne grec de Bactriana, explica que els grecs "van estendre el seu imperi fins als seres i els Frinis"
Més tard, Plini el Vell inclou els frurs n la descripció que fa dels habitants de l'extrem orient:
| «               | Després d'uns paratges deshabitats es troben una vegada més els escites, i novament deserts i feres salvatges, fins arribar a una muntanya que s'estén fins al mar i s'anomena Tabis. La zona no està habitada fins aproximadament la meitat de la línia de la costa. Els primers homes que es troben són els seres, famosos per la llana que es troba als seus boscos (...) i la nació dels attacoris, que són al golf que porta aquest nom, un poble protegit per turons dels vents freds (...) Després dels attacoris hi ha els pobles dels frurs i dels tocaris, i cap a l'interior i en direcció als escites, el poble dels casiris, un pobl de la Índia que s'alimenta de carn humana... | » |
| — Plini el Vell | |   |